# Kemuri
Kemuri ist eine japanische Ska-Punk-Band, die 1995 gegründet wurde. Im Jahr 2007 trennte sich die Band. Nach fünf Jahren Pause wurde im Sommer 2012 eine Reunion bekannt gegeben.

## Geschichte
Bereits 1996 konnten sie einen Vertrag mit Roadrunner Records abschließen, der der Band die Möglichkeit gab, 1998 eine Tour mit 40 Auftritten durch die USA zu organisieren. Im Anschluss nahm die Band im Studio der Descendents in Fort Collins 77 Days auf. Die Songtexte sind überwiegend englisch, nur einzelne Stücke werden in japanischer Sprache gesungen. In Japan ist die Band sehr bekannt und trat 1998 und 2000 auf dem Fuji Rock Festival auf. Auftritte in Europa erfolgten bislang ausschließlich bei einer Tour 1999 durch Frankreich. Trompeter Ryosuke Morimura starb 2003 bei einem Unfall mit dem Tourbus der Band.

### Auflösung
Am 12. Dezember 2006 gaben Kemuri ihre Auflösung bekannt. In einer "break up message" auf ihrer Homepage sagten sie, dass sie als Band mehr erreicht hätten, als sie sich jemals erhofft hätten. Die Auflösung der Band sei deshalb der am positivsten erscheinende Schritt (im Zuge ihrer PMA Attitude).
Das letzte Konzert spielten Kemuri am 9. Dezember 2007 im Zepp in Tokyo.

### Wiedervereinigung
Im Sommer 2012 gab die Band ihre Reunion bekannt. Am 12. September 2012 fand das erste Konzert nach der Pause im Rahmen des AIR JAM 2012 in Japan statt.

## Diskografie
- 1997: Little Playmate
- 1998: 77 Days
- 2000: Senka-Senrui
- 2001: Emotivation
- 2004: Circles
- 2004: Typhoon (Livealbum)
- 2005: Principle
- 2005: Waiting for the Rain (EP)
- 2007: Our PMA
- 2013: All for this!
- 2014: Rampant
- 2015: F
- 2017: Freedomosh
- 2018: Ko-Ou-Doku-Mai